# Medios de producción
Un medio de producción o capital físico es un recurso económico que posibilita a los productores la realización de algún trabajo, generalmente para la producción de un artículo. El término abarca recursos naturales, redes de transporte, energía, fábricas, máquinas, herramientas y dinero.

## Medios de producción debido al sistema económico
Están constituidos por las materias primas, las máquinas, las herramientas, el dinero, así como por las unidades de producción, es decir, los talleres y fábricas. También son medios de producción las oficinas, los almacenes y los vehículos de transporte.

### Medio de producción capitalista
En la economía capitalista los medios de producción son privados. Estos medios acuerdan un salario con sus trabajadores, sea de forma individual o por un convenio colectivo, a esto se le llama "libre asociación", todo ello está regulado por el mercado. Según la teoría capitalista, es legítimo que los medios de producción pertenezcan al grupo de personas que la han adquirido, debido a que son sus propiedades, las corrientes liberales van más allá y consideran que el Estado debe intervenir lo menos posible en las propiedades privadas. Según la ideología liberal la intervención del Estado es una imposición injusta que priva de libertad económica al individuo, y que rompe las reglas naturales del mercado.
En el lado opuesto, en la teoría marxista, los medios de producción son los instrumentos y materiales que intervienen en el proceso de trabajo. Los medios de producción son inherentes a todos los modos de producción, es decir, intervienen tanto en el sistema esclavista, como en el feudal o el capitalista. En cada uno de ellos estarán en manos de una clase social diferente. Cuando se aplican a la producción se transforman en capital, convirtiéndose entonces en instrumento de explotación de los trabajadores.
Según el marxismo, cuando la clase obrera realice su revolución contra el capitalismo e instaure la dictadura del proletariado, los medios de producción serán colectivizados y gestionados por los trabajadores. Por lo tanto, la burguesía dejará de ostentar el papel de clase dominante y de explotar a sus obreros mediante el pago de un salario.

### Medio de producción socialista
En el modo de producción socialista los medios de producción pertenecen a los propios trabajadores que los utilizan y se estatuye que cada uno de ellos sea retribuido con el fruto mismo de su trabajo o una cantidad equivalente. Por otro lado, en el socialismo de estado de corte bolchevique, los medios de producción son en teoría, de todos y para todos, es decir, no hay propietarios individuales de los medios de producción, aunque quien ostenta el poder (clase política gobernante) es quien en la práctica decide y actúa como dueño. La sociedad pone en funcionamiento los medios de producción que son para beneficio de la comunidad y no de una élite que detenta su propiedad para su beneficio particular.
En el socialismo de Marx los medios de producción no pertenecen a los capitalistas (empresarios), sino que pertenecen a los mismos trabajadores, que son los que realmente poseen la fuerza de trabajo capaz de hacer que tales medios produzcan bienes y servicios. De esta forma, no existe explotación capitalista y el excedente de la producción, en teoría, retorna íntegramente a los trabajadores.

## Perspectiva marxista
Denominados en alemán como produktionsmittel, los medios de producción son, según la teoría marxista, la conjunción de los medios y los sujetos del trabajo. Concretamente eso incluye máquinas, herramientas, la tierra, las materias primas, las unidades de producción de bienes (fábricas) y en general todo aquello que media entre el trabajo humano en el acto de transformación de la naturaleza y la naturaleza misma.

### Desarrollo conceptual
El término es construido por Karl Marx quien explícitamente lo diferencia del capital. Para Marx, los medios de producción son los instrumentos y materiales del trabajo independientemente del modo de producción y de apropiación de la ganancia. Sólo se convierten en capital dentro de relaciones sociales particulares: cuando los mismos participan en el proceso de explotación en pos del plusvalor (por tanto, cuando sirven, a la vez, como medios de explotación y de sojuzgamiento del trabajador). Dentro de los medios de producción existe la siguiente distinción:
Medios de producción directos: Intervienen directamente en el proceso productivo, siendo la producción el resultado obtenido del conjunto de:
- Los operarios.
- El material.
- La maquinaria.

Medios auxiliares de producción: No intervienen directamente en el proceso productivo, pero sin ellos el proceso no se puede llevar a cabo. Los más importantes son los siguientes:
- Servicios generales
- Oficinas
- Talleres
- Almacenes de materias primas

La propiedad de los medios de producción, según la teoría marxista, determina la posición dominante de la burguesía en el modo de producción capitalista. La dictadura del proletariado se definiría por la expropiación de estos medios de producción, que pasarían a ser apropiados por el proletariado que de esta manera alcanzaría su emancipación. Según distintas modalidades del socialismo, en la etapa socialista los medios de producción serán gestionados por el Estado (por ejemplo, en la ex Unión Soviética) o mediante autogestión de los propios trabajadores (por ejemplo, en la ex Yugoslavia).
Bajo el capitalismo, los medios de producción son propiedad privada del capitalista, es decir, un medio de explotar el trabajo asalariado. Los trabajadores carecen de tales medios y se ven obligados a vender su fuerza de trabajo y a crear para estos plusvalía.

## Medios de producción y desindustrialización
El proceso de la economía se convirtió en un obstáculo para la profundización conceptual de los mecanismos de explotación capitalista, las estructuras en las que dirigía su referencialidad se trasladaron al espectro del capitalismo financiero y junto con ello, se agravó con la desintegración de las estructuras productivas clásicas. Desde el marxismo contemporáneo se habla de que "hoy, más que nunca, los medios de producción están en manos del gran capitalista pero con la diferencia que no se dejan huellas de su apropiación". Por ejemplo, con la diferenciación de las políticas con que el Estado grava a las empresas en el neoliberalismo, se ajustan mecanismos para que se puedan renovar descontando el valor restante por cada recambio. En algunos países esas políticas circulan con el nombre de depreciación, normal o acelerada. Por otro lado, con el proceso de desindustrialización se consolida el monopolio de las economías centrales por sobre las economías periféricas, no teniendo la capacidad de construir sus propias pesqueras, maquinaria para el agro, la industria mediana, etc. Es decir, elementos básicos para el desarrollo económico dependen de la importación a países avanzados. Por eso, dentro de la dispersión de clase producida por las transformaciones del fin de la modernidad, se puede encontrar a obreros, profesionales y capitalistas medianos en condiciones de similar precarización frente al gran capital financiero y monopólico.
[Referencia requerida]